# Hyperacanthus pervillei
Hyperacanthus pervillei är en måreväxtart som först beskrevs av Emmanuel Drake del Castillo, och fick sitt nu gällande namn av Franck Rakotonasolo och Aaron Paul Davis. Hyperacanthus pervillei ingår i släktet Hyperacanthus och familjen måreväxter. Inga underarter finns listade i Catalogue of Life.